# ラブプラス Rinko Days
『ラブプラス Rinko Days』（ラブプラス リンコ デイズ）は、原作：コナミデジタルエンタテインメント、作画：瀬尾公治による日本の漫画作品。『別冊少年マガジン』（講談社）2010年5月号より隔月連載され2012年1月号で終了、単行本全2巻。
『週刊少年マガジン』2011年11号にも出張読みきりが掲載された。なお関連作品に高本ヨネコ作のコラボレーション漫画「ラブの華トラブル」が存在する。詳細は該当項目を参照。

## 概要
本作は恋愛ゲーム『ラブプラス』をコミカライズした作品の一つである。『ラブプラス Manaka Days』（現津みかみ作・『月刊少年ライバル』連載）および『ラブプラス Nene Days』（九月タカアキ作・『月刊ヤングマガジン』連載）がゲーム本編における「恋人パート」である主人公とヒロインが恋人になった後の話となっているのに対し、本作はゲーム本編における「友達パート」であるヒロインと知り合った時点からスタートしている。
また、本作にはゲーム本編には存在しない設定がいくつか加えられているのも特徴である。

## ストーリー
詳細はラブプラス#ストーリーを参照のこと。

## 登場人物
詳細はラブプラス#登場人物を参照のこと。
相川 亘（あいかわ わたる）
主人公。高校2年生。ゲームでいうところの「プレーヤー」に当たる男子高校生。
親はいわゆる転勤族で、親が海外在住となったのを機に一人暮らしを始めた。
十羽野高校に編入早々、図書委員の役目を引き受けることになった。後に、成戸の勧めもあってテニス部に入ることに。
小早川 凛子（こばやかわ りんこ）
本作におけるヒロイン。1年生。図書委員だが仕事をさぼりがちで、一人中庭で読書をするのが日課。
無愛想で口が悪いため、同級生から快く思われていない。家族のことで悩んでいるらしい。
高嶺 愛花（たかね まなか）
2年生。テニス部員。文武両道のお嬢様だが、真面目すぎて近寄りがたい雰囲気の女子。
姉ヶ崎 寧々（あねがさき ねね）
3年生。ゲームでのヒロインの一人だが、本作ではデキシーズの店員として少し登場するのみで、ストーリーには殆ど関わらない。
成戸（なると）
相川の隣の席の男子。テニス部に入っており、相川をテニス部に誘った張本人でもある。
女の子のことが好きな、いわゆる「情報屋」タイプの友人。
泉川先生（いずみかわせんせい）
相川のクラスの担任で、眼鏡をかけた女性の先生。成戸からは「やっちゃん」と呼ばれている。
一木 枝折（いちき しおり）
1年生の図書委員。サボり魔の小早川に代わって図書委員の仕事をすることが多く、そのため小早川を嫌悪している。

## 単行本
講談社コミックス（講談社）より刊行。
1. 2011年2月14日発行[2] ISBN 978-4063844382
2. 2012年2月17日発行 ISBN 978-4063846355